# Supercopa Russa de Voleibol Masculino de 2014
A Supercopa Russa de Voleibol Masculino de 2014 foi a 7.ª edição deste torneio organizado anualmente pela Federação Russa de Voleibol (em russo:  Всероссийская федерация волейбола, VFV). A competição ocorreu na cidade de Cazã e participaram do torneio a equipe campeã da Superliga Russa de 2013-14 e da Copa da Rússia de 2013.
O Belogore Belgorod se sagrou campeão pela segunda vez da competição ao derrotar o Zenit Kazan por 3 sets a 1.

## Formato da disputa
O torneio foi disputado em partida única, válida pela primeira rodada da Superliga Russa de 2014-15.

## Equipes participantes
| Equipe            | Cidade   | Qualificação                          | Última participação |
| ----------------- | -------- | ------------------------------------- | ------------------- |
| Zenit Kazan       | Cazã     | Campeão da Superliga Russa de 2013-14 | 2013                |
| Belogore Belgorod | Belgorod | Campeão da Copa da Rússia de 2013     | 2013                |

## Resultado
| Data  | Hora |             | Placar |                   | Set 1 | Set 2 | Set 3 | Set 4 | Set 5 | Total | Relatório |
| ----- | ---- | ----------- | ------ | ----------------- | ----- | ----- | ----- | ----- | ----- | ----- | --------- |
| 4 out |      | Zenit Kazan | 1–3    | Belogore Belgorod | 21–25 | 20–25 | 25–21 | 18–25 |       | 84–96 | Relatório |

## Premiação
| Supercopa Russa de 2014               |
| ------------------------------------- |
| Belogore Belgorod Campeão (2° título) |